# Иван Станчев (полицай)
Вижте пояснителната страница за други личности с името Иван Станчев.
Иван Димитров Станчев е български полицай, автор на специализирани книги, студии и статии в областта на полицейското и военно дело. Преподавател в Академията на МВР.

## Биография
Роден в с. Шарково, Ямболска област. Завършва Висшето военно училище „Васил Левски“ (сега Национален военен университет) през 1983 г. и постъпва на служба в Гранични войски. През 1994 г. след конкурс е назначен за асистент във факултет „Полиция“ на Висшия институт за подготовка на офицери и научноизследователска дейност на МВР (сега Академия на МВР). През 2001 г. защитава докторска дисертация на тема „Организация и тактика за задържане на въоръжени извършители на престъпления“. През 2006 г. е избран за доцент. Преподава по „Оперативно бойна подготовка“, „Оперативно тактическа подготовка“, „Високорискови полицейски операции“, „Специална тактика“ (за Специализираните тактически звена на МВР), „Гранична тактика“.